# Billy Drake
Pour les articles homonymes, voir Drake.
Billy Drake, né le 20 décembre 1917 à Londres et mort le 28 août 2011 à Teignmouth, est un pilote de chasse britannique.
Membre de la Royal Air Force (RAF) lors la Seconde Guerre mondiale, il revendique entre 20 et 25 victoires. Il est le 2e as du Commonwealth en nombre de victoires sur Curtiss P-40 après l'australien Clive Caldwell.

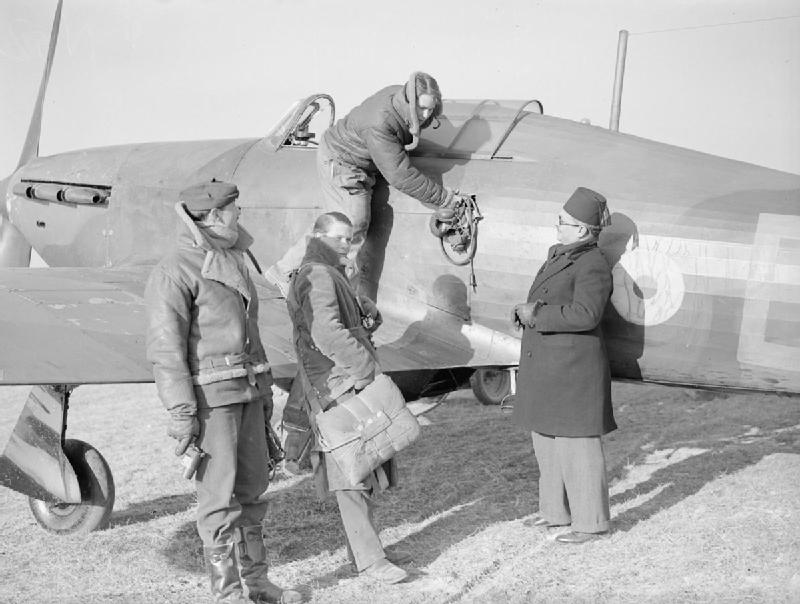
Billy Drake du No. 1 Squadron RAF refaisant le plein de son Hawker Hurricane en 1940 à Vassincourt.

Il est membre de l'Ordre du Service distingué et décoré de la Distinguished Flying Cross.